# Neudorfer Moor
Das Neudorfer Moor ist ein Naturschutzgebiet in der niedersächsischen Gemeinde Uplengen im Landkreis Leer.
Das Naturschutzgebiet mit dem Kennzeichen NSG WE 114 ist 350 Hektar groß. Das Gebiet steht seit dem 8. Oktober 1983 unter Naturschutz. Zuständige untere Naturschutzbehörde ist der Landkreis Leer.
Das Naturschutzgebiet liegt im Norden der Gemeinde Uplengen an der Grenze zur Gemeinde Wiesmoor. Das Gebiet stellt den Rest eines Hochmoores unter Schutz, das, wie auch die wenige Kilometer weiter östliche liegenden Naturschutzgebiete Lengener Meer, Stapeler Moor, Spolsener Moor und Herrenmoor, zu den früher großflächigen ostfriesischen Zentralmooren gehört. Das Moor, in dem früher Torfabbau stattfand, wird renaturiert. Ein kleiner Teil des Naturschutzgebietes wird als Grünland landwirtschaftlich genutzt. Das Gebiet wird über das Riesmeerschloot und den Nordgeorgsfehnkanal zur Jümme entwässert.
Im Osten des Naturschutzgebietes befindet sich eine Aussichtsplattform, von der aus ein Teil des Naturschutzgebietes eingesehen werden kann.